# Station Saint-Jean-Pied-de-Port
Station Saint-Jean-Pied-de-Port is een spoorwegstation in de Franse gemeente Saint-Jean-Pied-de-Port.